# 小行星8630
小行星8630（英語：8630）是一颗围绕太阳公转的小行星。1981年3月2日，舒爾特·巴斯在赛丁泉山发现了此天体。
这颗小行星的绝对星等为232.7771048238508等。